# Avariginos
Los avariginos fueron una de las tribus o populi (gentes en latín) en las que se organizaban los cántabros. Estaban situados en torno al río Nansa, probablemente en sus tramos medio y superior. El río dividía sus tierras de los orgenomescos. Aparte del origen céltico de su nombre, no se conoce nada más de ellos. Su única cita se debe al romano Pomponio Mela. Durante algún tiempo se han confundido con los autrigones, siendo éstos un pueblo totalmente distinto, debido al origen similar céltico de sus nombres.